# Нестандартна модель арифметики
У математичній логіці нестандартна модель арифметики - це модель арифметики Пеано (першого порядку), яка містить нестандартні числа. Термін стандартна модель арифметики має на увазі стандартні натуральні числа 0, 1, 2,... Елементи будь-якої моделі арифметики Пеано лінійно впорядковані і мають початковий сегмент ізоморфний стандартним натуральним числам. Нестандартна модель - це така, яка має додаткові елементи поза цим початковим сегментом. Побудова таких моделей пояснюється Торальфом Сколем (1934). 

## Існування
Існує кілька методів, за допомогою яких можна довести існування нестандартних моделей арифметики. 

### З теореми компактності
Наявність нестандартних моделей арифметики може бути продемонстровано застосуванням теореми компактності. Для цього   набір аксіом P* визначається такою мовою, що включає мову арифметики Пеано разом з новим постійним символом x. Аксіоми складаються з аксіом арифметики Пеана P разом з нескінченним набором інших аксіом: для кожної цифри n, аксіома x > n включена. Будь-яка кінцева підмножина цих аксіом задовольняється моделлю, яка є стандартною моделлю арифметики плюс константа x, що інтерпретується як деяке число, більше, ніж будь-яке число, згадане в кінцевій підмножині P*. Таким чином, за теоремою компактності існує модель, що задовольняє всі аксіоми P*. Оскільки будь-яка модель P* є моделлю P (оскільки модель набору аксіом, очевидно, також є моделлю будь-якої підмножини цього набору аксіом), ми маємо, що наша розширена модель є також моделлю аксіом Пеано. Елемент цієї моделі, що відповідає x, не може бути стандартним числом, оскільки, як зазначено, він більший за будь-яке стандартне число. 
Використовуючи більш складні методи, можна побудувати нестандартні моделі, що володіють складнішими властивостями. Наприклад, існують моделі арифметики Пеано, в яких теорема Гудштайна провалюється. В теорії множин Зермело-Френкеля можна довести, що теорема Гудштайна справджується в стандартній моделі, тому модель, при якій теорема Гудштайна провалюється, повинна бути нестандартною. 

### З теорем про неповноту
Теореми про неповноту Геделя також передбачають існування нестандартних моделей арифметики. Теореми про неповноту стверджує, що певна формула G, геделева нерозв'язна формула, невивідна і неспростовна в арифметиці Пеано. За теоремою про повноту це означає, що G в деякій моделі арифметики Пеано невивідна. Однак G  є правильною в стандартній моделі арифметики, і тому будь-яка модель, у якій G невивідна, повинна бути нестандартною моделлю. Таким чином, задоволення ~ G є достатньою умовою, щоб модель була нестандартною. Однак це не є необхідною умовою; для будь-якої формули Геделя G є моделі арифметики з G істинними для всіх кардинальностей. 